# Michel Delacroix
Michel Delacroix (Ixelles, 23 giugno 1950) è un politico belga del Fronte Nazionale ed ex senatore.

## Biografia
Nonostante la cecità, Delacroix divenne avvocato presso l'Ordine degli Avvocati di Bruxelles. Dal 1990 al 1995 fu vicepresidente della Lega Braille. A causa delle sue idee di estrema destra e delle sue simpatie per Léon Degrelle, fu costretto a dimettersi nel 1995. Nel 1999, fu condannato a un anno di carcere con pena sospesa, dopo il ritrovamento di un arsenale di armi in suo possesso nel 1994.
Nel 2003 venne eletto senatore cooptato e nel 2007 senatore, incarico che mantenne fino al 2010.
Nel 2004 Delacroix venne eletto deputato al Parlamento vallone, ma preferì restare al Senato, facendosi sostituire.
Dal 2005 al 2007 è stato anche vicepresidente del FN e dal 2007 al 2008 presidente del partito, succedendo a Daniel Féret.
Il 6 novembre 2008, fu costretto a dimettersi dalla carica di presidente del partito dopo che delle registrazioni private in cui cantava una canzone antisemita divennero pubbliche. Il 1º dicembre 2008, Daniel Huygens fu nominato suo successore. A seguito di questo scandalo, fu anche sospeso dall'esercizio della professione forense per un anno nel 2011.